# بلا (فیلم ۲۰۰۶)
بلا (به انگلیسی: Bella) فیلم سینمائی تولید سال ۲۰۰۶ است. که توسط آلخاندرو گومس مونته‌برده کارگردانی شده و در آن ادواردو برساتگی و تَمی بلانچارد بازی می‌کنند.
داستان در شهر نیویورک اتفاق می‌افتد و نشان می‌دهد که چگونه یک لحظه توانسته زندگی سه نفر را برای همیشه تغییر دهد.